# New Race
New Race est un supergroupe de rock indépendant australien, originaire de Sydney. 

## Biographie
New Race est formé en 1981 dans l'underground par des membres de Radio Birdman, Denis Tek (guitare), Rob Younger (chant) et Warwick Gilbert (basse), avec le concours occasionnel pendant la tournée de Chris Masuak (guitare) avec l'apport des légendaires Ron Asheton, guitariste des Stooges puis de Destroy All Monsters et du batteur du MC5, Dennis Thompson.
Le nom de ce groupe éphémère mais brûlant provenait d'une chanson des Radio Birdman sur l'album Radio Appears et faisait écho à la précédente formation à laquelle appartenaient Asheton et Thompson, The New Order (qui n'a rien à voir avec leurs presque homonymes anglais). Les cinq musiciens se lancent dans une mémorable tournée de quatorze concerts à travers le continent australien, entassés dans un van avec leurs instruments, pour délivrer à chaque étape un rock sauvage faisant la part belle à des reprises des différents groupes auxquels avaient appartenu leurs membres.
Trois albums live et deux 45 tours permettent d'immortaliser pour les générations futures, l'énergie de ces concerts donnés aux antipodes mais sans fioritures dans l'esprit des pionniers et aux sources du rock de Détroit.

## Discographie

### Albums studio
- 1982 : The First and Last (Trafalgar)
- 1990 : First to Pay (Revenge)
- 1991 : The Second Wave (Revenge WMD)

### 45 tours
- 1983 : Cryin sun/Gotta Keep Movin (Citadel)
- 1990 : Hail Columbia/Descent into the Maelstrom (Revenge)